# اشبروک ۲۱۵۷
سیارک ۲۱۵۷ (به انگلیسی: 2157 Ashbrook، نامگذاری:A924EF) دو هزار و صد و پنجاه و هفتمین سیارک کشف شده‌است که در ۷ مارس ۱۹۲۴ و در هایدلبرگ کشف شد.
قدر مطلق سیارک برابر ۱۱٫۴۰ است.